# والتر بيرنت
والتر بيرنت (بالإنجليزية: Walter Berndt) هو فنان قصص مصورة أمريكي، ولد في 22 نوفمبر 1899 في بروكلين في الولايات المتحدة، وتوفي في 15 أغسطس 1979 في نيويورك في الولايات المتحدة.